# COROT-14b
CoRoT-14b es el primer planeta descubierto por la misión CoRoT que pertenece al sistema de la estrella CoRoT-14. Se ubica en la  constelación de Monoceros